# روکسی (میسیسیپی)
روکسی (به انگلیسی: Roxie) شهرکی در ایالت میسیسیپی کشور ایالات متحده آمریکا است که جمعیت آن در سرشماری سال ۲۰۱۰ میلادی، ۴۹۷
نفر بوده‌است.